# Liga Nacional de Baloncesto Profesional Femenil 2023
La Temporada 2023 de la LNBPF fue la segunda edición de la Liga Nacional de Baloncesto Profesional Femenil en la que fueron 11 los equipos femeniles que participaron, después del éxito obtenido en la primera campaña para los 8 equipos participantes.
En principio serían 10 los equipos participantes, los 8 equipos de la primera edición más la incorporación de los Correcaminos de la UAT Victoria y de las Rojas de Veracruz. Sin embargo, en el Congreso Nacional y Asamblea de la LNBP femenil y varonil, efectuado en Monterrey, se aprobó la inclusión de Freseros de Irapuato como club con sus equipos femenil y varonil.
Así, la fase regular comenzó el 4 de mayo y cerrará el 8 de julio. La etapa de playoffs se jugó de 12 de julio al 20 de agosto, con las semifinales de zona del 12 al 23 de julio, las finales de zona tuvieron efecto del 26 de julio al 6 de agosto y la final del 9 al 20 de agosto.

## Equipos
| Liga Nacional de Baloncesto Profesional de México 2023 |                     |                      |               |                                          |           |
| Equipo                                                 | Entrenador          | Ciudad               | Miembro desde | Pabellón                                 | Capacidad |
| Abejas de León                                         | Alejandra Arellano  | León, GTO            | 2022          | Domo de la Feria                         | 4,463     |
| Adelitas de Chihuahua                                  | Maikel López        | Chihuahua, CHIH      | 2022          | Gimnasio Manuel Bernardo Aguirre         | 9,600     |
| Astros de Jalisco                                      | Jonathan Villegas   | Guadalajara, JAL     | 2022          | Arena Astros                             | 3,509     |
| Correcaminos de la UAT Victoria                        | Ricardo Vázquez     | Ciudad Victoria, TAM | 2023          | Gimnasio Multidisciplinario Victoria     | 2,600     |
| Freseras de Irapuato                                   | Giovanni Rivera     | Irapuato, GTO        | 2023          | Inforum Irapuato                         | 3,000     |
| Fuerza Regia de Monterrey                              | José Pidal          | Monterrey, NL        | 2022          | Gimnasio Nuevo León Unido                | 5,000     |
| Halcones de Xalapa                                     | Fernando Casablanca | Xalapa, VER          | 2022          | Gimnasio Universitario "Nido del Halcón" | 2,638     |
| Libertadoras de Querétaro                              | Sandro Orlando      | Querétaro, QRO       | 2022          | Auditorio Gral. José María Arteaga       | 2,982     |
| Panteras de Aguascalientes                             | José Martínez       | Aguascalientes, AGS  | 2022          | Auditorio Hermanos Carreón               | 3,000     |
| Plateras de Fresnillo                                  | Facundo Murías      | Fresnillo, ZAC       | 2022          | Gimnasio Solidaridad                     | 4,500     |
| Rojas de Veracruz                                      | Israel Zermeño      | Veracruz, VER        | 2023          | Auditorio Benito Juárez                  | 4,000     |

## Temporada 2023

### Resultados
| Rojas        | 65-75  | Halcones     | Auditorio Benito Juárez            | 5 de mayo | 20:00 |
| Fuerza Regia | 90-63  | Freseras     | Gimnasio Nuevo León Unido          | 5 de mayo | 20:00 |
| Panteras     | 82-64  | Astros       | Auditorio Hermanos Carreón         | 5 de mayo | 20:15 |
| Libertadoras | 99-64  | Correcaminos | Auditorio Gral. José María Arteaga | 5 de mayo | 20:30 |
| Fuerza Regia | 85-53  | Freseras     | Gimnasio Nuevo León Unido          | 6 de mayo | 16:00 |
| Adelitas     | 100-72 | Abejas       | Gimnasio Manuel Bernardo Aguirre   | 6 de mayo | 18:00 |
| Rojas        | 67-63  | Halcones     | Auditorio Benito Juárez            | 6 de mayo | 19:00 |
| Panteras     | 90-65  | Astros       | Auditorio Hermanos Carreón         | 6 de mayo | 20:00 |
| Libertadoras | 99-76  | Correcaminos | Auditorio Gral. José María Arteaga | 6 de mayo | 20:00 |
| Adelitas     | 89-68  | Abejas       | Gimnasio Manuel Bernardo Aguirre   | 7 de mayo | 16:00 |

| Freseras     | 63-106 | Panteras     | Inforum Irapuato                         | 11 de mayo | 20:00 |
| Correcaminos | 80-104 | Adelitas     | Gimnasio Multidisciplinario Victoria     | 12 de mayo | 19:00 |
| Astros       | 99-73  | Libertadoras | Arena Astros                             | 12 de mayo | 20:00 |
| Freseras     | 68-99  | Panteras     | Inforum Irapuato                         | 12 de mayo | 20:00 |
| Halcones     | 68-77  | Fuerza Regia | Gimnasio Universitario "Nido del Halcón" | 12 de mayo | 20:00 |
| Plateras     | 70-80  | Rojas        | Gimnasio Solidaridad                     | 12 de mayo | 20:00 |
| Astros       | 61-71  | Libertadoras | Arena Astros                             | 13 de mayo | 18:00 |
| Correcaminos | 72-101 | Adelitas     | Gimnasio Multidisciplinario Victoria     | 13 de mayo | 19:00 |
| Halcones     | 87-92  | Fuerza Regia | Gimnasio Universitario "Nido del Halcón" | 13 de mayo | 19:00 |
| Plateras     | 73-82  | Rojas        | Gimnasio Solidaridad                     | 13 de mayo | 20:00 |

| Adelitas     | 68-69  | Astros       | Gimnasio Manuel Bernardo Aguirre   | 18 de mayo | 20:00 |
| Abejas       | 83-68  | Correcaminos | Domo de la Feria                   | 18 de mayo | 20:00 |
| Panteras     | 79-74  | Halcones     | Auditorio Hermanos Carreón         | 18 de mayo | 20:30 |
| Adelitas     | 81-87  | Astros       | Gimnasio Manuel Bernardo Aguirre   | 19 de mayo | 20:00 |
| Abejas       | 68-69  | Correcaminos | Domo de la Feria                   | 19 de mayo | 20:00 |
| Panteras     | 91-69  | Halcones     | Auditorio Hermanos Carreón         | 19 de mayo | 20:30 |
| Libertadoras | 100-81 | Freseras     | Auditorio Gral. José María Arteaga | 19 de mayo | 20:30 |
| Fuerza Regia | 82-84  | Plateras     | Gimnasio Nuevo León Unido          | 20 de mayo | 16:00 |
| Libertadoras | 105-64 | Freseras     | Auditorio Gral. José María Arteaga | 20 de mayo | 20:00 |
| Fuerza Regia | 68-78  | Plateras     | Gimnasio Nuevo León Unido          | 21 de mayo | 16:00 |

| Halcones | 80-65 | Libertadoras | Gimnasio Universitario "Nido del Halcón" | 23 de mayo | 20:00 |
| Halcones | 90-91 | Libertadoras | Gimnasio Universitario "Nido del Halcón" | 24 de mayo | 20:00 |
| Astros   | 87-54 | Abejas       | Arena Astros                             | 24 de mayo | 20:00 |
| Freseras | 80-85 | Adelitas     | Inforum Irapuato                         | 24 de mayo | 20:00 |
| Plateras | 72-85 | Panteras     | Gimnasio Solidaridad                     | 24 de mayo | 20:00 |
| Rojas    | 66-49 | Fuerza Regia | Auditorio Benito Juárez                  | 24 de mayo | 20:00 |
| Rojas    | 50-51 | Fuerza Regia | Auditorio Benito Juárez                  | 25 de mayo | 20:00 |
| Astros   | 81-66 | Abejas       | Arena Astros                             | 25 de mayo | 20:00 |
| Freseras | 67-87 | Adelitas     | Inforum Irapuato                         | 25 de mayo | 20:00 |
| Plateras | 52-83 | Panteras     | Gimnasio Solidaridad                     | 25 de mayo | 20:00 |

| Panteras     | 83-71    | Rojas    | Auditorio Hermanos Carreón           | 28 de mayo | 16:00 |
| Abejas       | 73-80    | Freseras | Domo de la Feria                     | 28 de mayo | 17:00 |
| Adelitas     | 97-63    | Halcones | Gimnasio Manuel Bernardo Aguirre     | 28 de mayo | 18:00 |
| Libertadoras | 80-76    | Plateras | Auditorio Gral. José María Arteaga   | 28 de mayo | 18:00 |
| Correcaminos | 62-81    | Astros   | Gimnasio Multidisciplinario Victoria | 29 de mayo | 19:00 |
| Abejas       | 70-57    | Freseras | Domo de la Feria                     | 29 de mayo | 20:00 |
| Adelitas     | 69-74 TE | Halcones | Gimnasio Manuel Bernardo Aguirre     | 29 de mayo | 20:00 |
| Panteras     | 84-66    | Rojas    | Auditorio Hermanos Carreón           | 29 de mayo | 20:30 |
| Libertadoras | 86-81    | Plateras | Auditorio Gral. José María Arteaga   | 29 de mayo | 20:30 |
| Correcaminos | 51-98    | Astros   | Gimnasio Multidisciplinario Victoria | 30 de mayo | 19:00 |

| Freseras     | 68-78 | Correcaminos | Inforum Irapuato                         | 2 de junio | 19:30 |
| Plateras     | 82-90 | Adelitas     | Gimnasio Solidaridad                     | 2 de junio | 20:00 |
| Rojas        | 76-81 | Libertadoras | Auditorio Benito Juárez                  | 2 de junio | 20:00 |
| Fuerza Regia | 63-58 | Panteras     | Gimnasio Nuevo León Unido                | 3 de junio | 16:00 |
| Halcones     | 82-53 | Abejas       | Gimnasio Universitario "Nido del Halcón" | 3 de junio | 19:00 |
| Freseras     | 82-68 | Correcaminos | Inforum Irapuato                         | 3 de junio | 19:30 |
| Rojas        | 53-73 | Libertadoras | Auditorio Benito Juárez                  | 3 de junio | 20:00 |
| Plateras     | 62-72 | Adelitas     | Gimnasio Solidaridad                     | 3 de junio | 20:00 |
| Fuerza Regia | 77-62 | Panteras     | Gimnasio Nuevo León Unido                | 4 de junio | 16:00 |
| Halcones     | 85-61 | Abejas       | Gimnasio Universitario "Nido del Halcón" | 4 de junio | 18:00 |

| Abejas       | 55-69 | Libertadoras | Domo de la Feria                         | 14 de junio | 20:00 |
| Halcones     | 72-70 | Plateras     | Gimnasio Universitario "Nido del Halcón" | 14 de junio | 20:00 |
| Freseras     | 65-91 | Rojas        | Inforum Irapuato                         | 15 de junio | 19:30 |
| Abejas       | 60-67 | Libertadoras | Domo de la Feria                         | 15 de junio | 20:00 |
| Halcones     | 79-87 | Plateras     | Gimnasio Universitario "Nido del Halcón" | 15 de junio | 20:00 |
| Correcaminos | 44-80 | Panteras     | Gimnasio Multidisciplinario Victoria     | 16 de junio | 19:00 |
| Freseras     | 79-93 | Rojas        | Inforum Irapuato                         | 16 de junio | 19:30 |
| Astros       | 77-63 | Fuerza Regia | Arena Astros                             | 16 de junio | 20:15 |
| Astros       | 75-72 | Fuerza Regia | Arena Astros                             | 17 de junio | 18:15 |
| Correcaminos | 74-90 | Panteras     | Gimnasio Multidisciplinario Victoria     | 17 de junio | 19:00 |

| Correcaminos | 56-64  | Halcones     | Gimnasio Multidisciplinario Victoria | 20 de junio | 19:00 |
| Astros       | 77-62  | Freseras     | Arena Astros                         | 21 de junio | 15:00 |
| Correcaminos | 80-88  | Halcones     | Gimnasio Multidisciplinario Victoria | 21 de junio | 19:00 |
| Abejas       | 71-93  | Plateras     | Inforum Irapuato                     | 21 de junio | 19:30 |
| Adelitas     | 84-70  | Rojas        | Gimnasio Manuel Bernardo Aguirre     | 21 de junio | 20:00 |
| Libertadoras | 61-85  | Fuerza Regia | Auditorio Gral. José María Arteaga   | 21 de junio | 20:30 |
| Abejas       | 43-85  | Plateras     | Inforum Irapuato                     | 22 de junio | 19:30 |
| Adelitas     | 97-66  | Rojas        | Gimnasio Manuel Bernardo Aguirre     | 22 de junio | 20:00 |
| Astros       | 101-69 | Freseras     | Arena Astros                         | 22 de junio | 20:15 |
| Libertadoras | 55-72  | Fuerza Regia | Auditorio Gral. José María Arteaga   | 22 de junio | 20:30 |

| Rojas        | 85-42 | Abejas       | Auditorio Benito Juárez                  | 25 de junio | 16:00 |
| Fuerza Regia | 63-68 | Adelitas     | Gimnasio Nuevo León Unido                | 25 de junio | 16:00 |
| Halcones     | 78-69 | Astros       | Gimnasio Universitario "Nido del Halcón" | 25 de junio | 18:00 |
| Plateras     | 78-75 | Correcaminos | Gimnasio Solidaridad                     | 25 de junio | 18:00 |
| Panteras     | 87-76 | Libertadoras | Auditorio Hermanos Carreón               | 25 de junio | 18:30 |
| Panteras     | 79-71 | Libertadoras | Auditorio Hermanos Carreón               | 26 de junio | 20:00 |
| Rojas        | 86-78 | Abejas       | Auditorio Benito Juárez                  | 26 de junio | 20:00 |
| Fuerza Regia | 78-89 | Adelitas     | Gimnasio Nuevo León Unido                | 26 de junio | 20:00 |
| Halcones     | 73-77 | Astros       | Gimnasio Universitario "Nido del Halcón" | 26 de junio | 20:00 |
| Plateras     | 96-78 | Correcaminos | Gimnasio Solidaridad                     | 26 de junio | 20:00 |

| Abejas       | 55-100 | Fuerza Regia | Inforum Irapuato                     | 29 de junio | 18:00 |
| Abejas       | 66-93  | Fuerza Regia | Inforum Irapuato                     | 30 de junio | 15:00 |
| Correcaminos | 101-68 | Rojas        | Gimnasio Multidisciplinario Victoria | 30 de junio | 19:00 |
| Freseras     | 73-89  | Halcones     | Inforum Irapuato                     | 30 de junio | 19:30 |
| Adelitas     | 86-69  | Panteras     | Gimnasio Manuel Bernardo Aguirre     | 30 de junio | 20:00 |
| Astros       | 76-64  | Plateras     | Arena Astros                         | 30 de junio | 20:15 |
| Adelitas     | 63-48  | Panteras     | Gimnasio Manuel Bernardo Aguirre     | 1 de julio  | 18:00 |
| Astros       | 83-66  | Plateras     | Arena Astros                         | 1 de julio  | 18:15 |
| Correcaminos | 77-94  | Rojas        | Gimnasio Multidisciplinario Victoria | 1 de julio  | 19:00 |
| Freseras     | 91-87  | Halcones     | Inforum Irapuato                     | 1 de julio  | 19:30 |

| Fuerza Regia | 85-68  | Correcaminos | Gimnasio Nuevo León Unido          | 7 de julio | 20:00 |
| Plateras     | 82-76  | Freseras     | Gimnasio Solidaridad               | 7 de julio | 20:00 |
| Rojas        | 66-75  | Astros       | Auditorio Benito Juárez            | 7 de julio | 20:00 |
| Panteras     | 102-69 | Abejas       | Auditorio Hermanos Carreón         | 7 de julio | 20:30 |
| Libertadoras | 62-73  | Adelitas     | Auditorio Gral. José María Arteaga | 7 de julio | 20:30 |
| Fuerza Regia | 112-80 | Correcaminos | Gimnasio Nuevo León Unido          | 8 de julio | 16:00 |
| Plateras     | 78-65  | Freseras     | Gimnasio Solidaridad               | 8 de julio | 20:00 |
| Rojas        | 77-57  | Astros       | Auditorio Benito Juárez            | 8 de julio | 20:00 |
| Panteras     | 76-66  | Abejas       | Auditorio Hermanos Carreón         | 8 de julio | 20:00 |
| Libertadoras | 67-75  | Adelitas     | Auditorio Gral. José María Arteaga | 8 de julio | 20:00 |

Fuente: Calendario LIGA SÍSNova LNBP FEMENIL 2023